# Гроснаундорф
Гроснаундорф (њем. Großnaundorf) општина је у њемачкој савезној држави Саксонија. Једно је од 63 општинска средишта округа Бауцен. Према процјени из 2010. у општини је живјело 1.032 становника. Посједује регионалну шифру (AGS) 14625180.

## Географски и демографски подаци
Гроснаундорф се налази у савезној држави Саксонија у округу Бауцен. Општина се налази на надморској висини од 253 метра. Површина општине износи 15,0 km². У самом мјесту је, према процјени из 2010. године, живјело 1.032 становника. Просјечна густина становништва износи 69 становника/km².